# Casa de Cabrera

Escut de Bernat IV de Cabrera

Els Cabrera foren un important llinatge feudal català que passà a regir el vescomtat de Girona, anomenat a partir d'aleshores vescomtat de Cabrera, així com el vescomtat d'Àger, el comtat de Mòdica i el comtat d'Urgell.

## Origen
El llinatge s'originà, probablement, al castell de Cabrera, avui desaparegut i que estava situat a l'Esquirol, al Cabrerès (Osona). El primer senyor documentat del castell de Cabrera és Gausfred de Cabrera, l'any 1002. El seu fill Guerau I de Cabrera es va casar amb Ermessenda de Montsoriu, filla del vescomte de Girona Amat de Montsoriu. D'aquesta manera, el llinatge dels Cabrera va passar a dominar el vescomtat de Girona, anomenat abans vescomtat dels Montsoriu i a partir d'aleshores vescomtat dels Cabrera. Entrant en el camp de la llegenda, Boades recull la llegenda d'un tal Arbat de Cabrera, company d'armes d'Otger Cataló. I Feliu de la Penya pren de Camós la llegenda de la fundació del Santuari de la Verge del Coll a Osor, el 765 per Benet de Cabrera, martell dels sarraïns.

## Escut d'armes

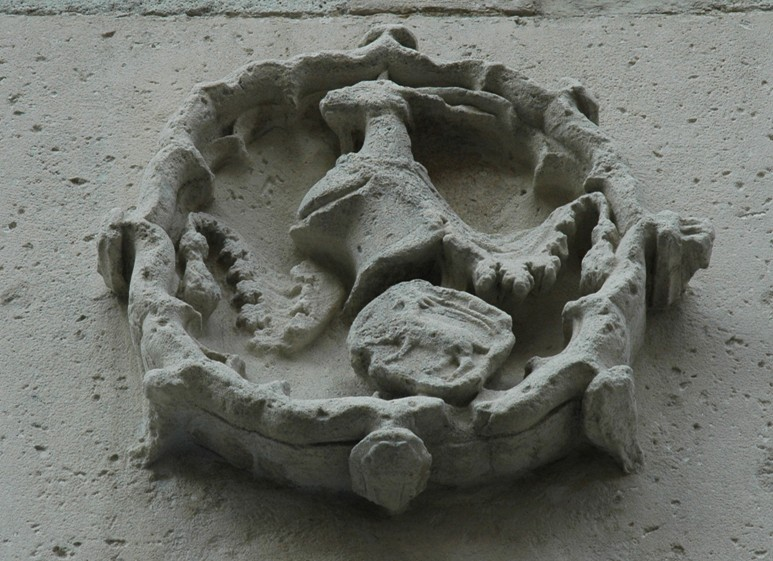
Escut dels Cabrera a la font gòtica de Blanes

En camp d'or, una cabra passant de sable i bordura de sable. L'escut d'armes dels Cabrera es troba present en l'heràldica de diversos escuts municipals de la comarca de la Selva, pertanyents a l'antic Vescomtat de Cabrera, com ara Anglès, Breda, la Cellera de Ter, Maçanet, Osor, Sils i Vidreres; o en el de Sant Celoni al Vallès Oriental.

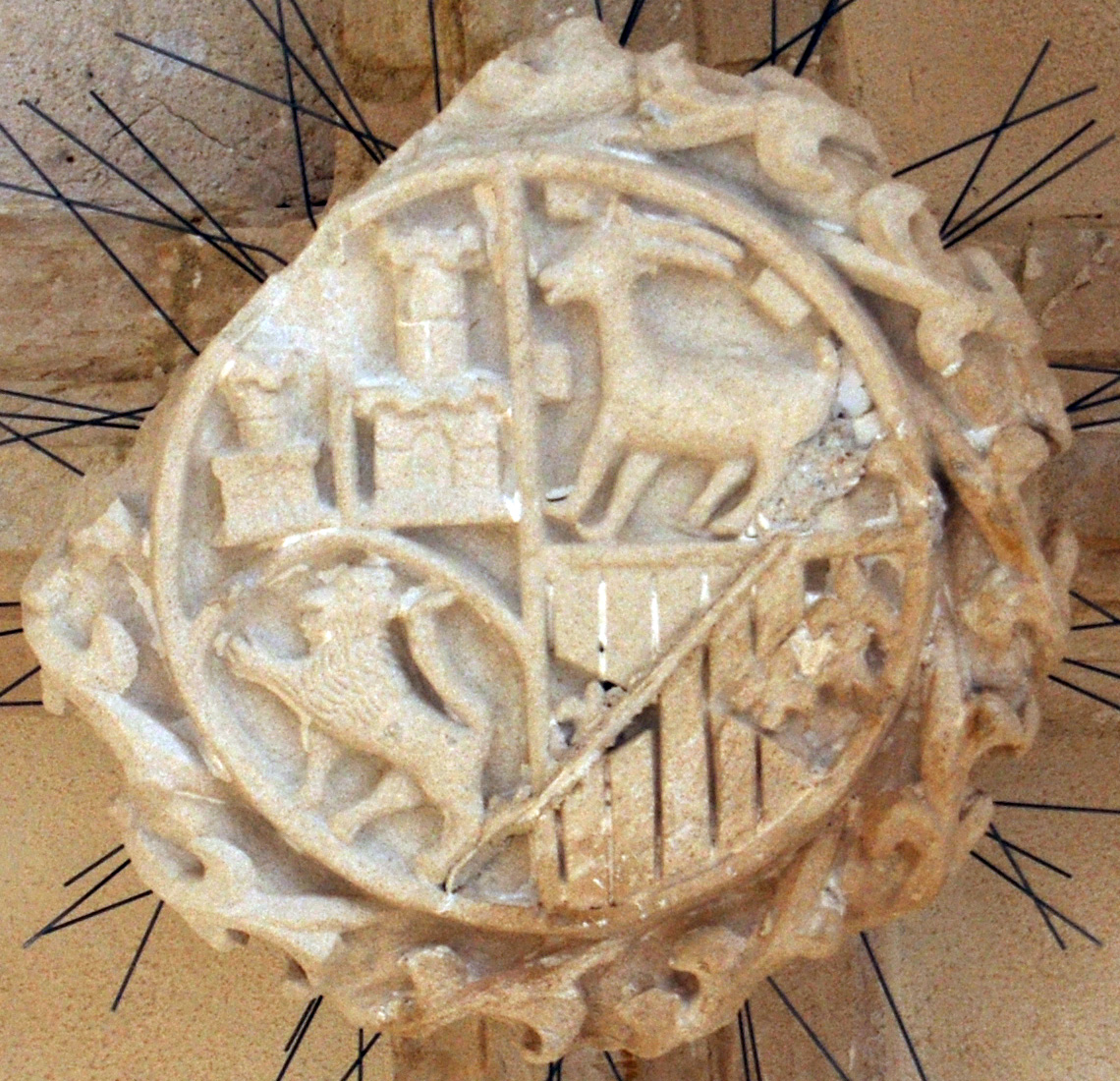
Escut dels Enríquez-Cabrera al claustre de Santa Maria de Jesús a Mòdica

## Línia troncal dels Cabrera (vescomtes)
CASA DELS CABRERA
- 1002-d de 1017: Gausfred de Cabrera
- d de 1017-1050: Guerau I de Cabrera fill de l'anterior
- 1050-1105: Ponç I de Cabrera fill de l'anterior
- 1105-1132: Guerau II de Cabrera fill de l'anterior
- 1132-1162: Ponç II de Cabrera fill de l'anterior
- 1162-1180: Guerau III de Cabrera fill de l'anterior
- 1180-1199: Ponç III de Cabrera fill de l'anterior
- 1199-1229: Guerau IV de Cabrera fill de l'anterior
- 1229-1242: Guerau V de Cabrera fill de l'anterior
- 1242-1278: Guerau VI de Cabrera fill de l'anterior
- 1278-1328: Marquesa de Cabrera filla de l'anterior
- 1328-1332: Bernat I de Cabrera cosí de Marquesa
- 1332-1343: Bernat II de Cabrera fill de l'anterior
- 1343-1349: Ponç IV de Cabrera fill de l'anterior
- 1349-1350: Bernat II de Cabrera (reprèn el títol de mans del seu fill)
- 1350-1358: Bernat III de Cabrera fill de l'anterior
- 1373-1423: Bernat IV de Cabrera fill de l'anterior
- 1423-1466: Bernat V de Cabrera fill de l'anterior
- 1466-1474: Joan I de Cabrera fill de l'anterior
- 1474-1477: Joan II de Cabrera fill de l'anterior
- 1477-1526: Anna I de Cabrera germana de l'anterior
- 1526-1565: Anna II de Cabrera i de Montcada neboda del germanastre de l'anterior

CASA DELS ENRÍQUEZ
- 1565-1572: Luis II Enríquez de Cabrera fill de l'anterior

A partir d'aquest punt, el títol de vescomte de Cabrera és venut als Montcada i s'aparta de la família.

## Altres línies del llinatge dels Cabrera
Al llarg de la seva història la casa dels Cabrera s'ha anat dividint i creant diferents branques. En un primer exemple, la línia troncal dels vescomtes de Cabrera sols és una línia directa, implicant a l'hereu del casal, fins a Guerau IV de Cabrera. Sent aquest comte intrús al comtat d'Urgell, va dividir els seus títols, passant el títol de comte d'Urgell i de vescomte d'Àger al seu primogènit, Ponç IV de Cabrera (conegut com a Ponç I d'Urgell), i reservà el títol de vescomte de Cabrera per al fill segon, Guerau V de Cabrera. És aquest un acte inequívoc de la importància que relativa del vescomtat de Cabrera, enfront de títols majors, com ara el de comte d'Urgell, i de com els interessos familiars s'havien apartat dels orígens territorials de la família.
Les altres línies familiars dels Cabrera, per ordre d'aparició són:
- Ponce de Cabrera i Ponce de León - sorgida a partir de Ponç de Cabrera, senyor d'Almonacid, fill de Ponç II de Cabrera.
- Casa de Cabrera-Urgell - sorgida a partir de Ponç IV de Cabrera, comte d'Urgell, fill de Guerau IV de Cabrera.